# Heinrich Graf zu Dohna-Schlobitten

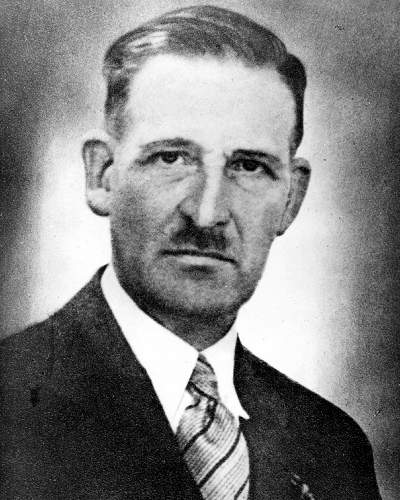
Heinrich Graf zu Dohna-Schlobitten

Heinrich Karl Waldemar Graf zu Dohna-Schlobitten, bisweilen auch Graf zu Dohna-Tolksdorf (* 15. Oktober 1882 in Waldburg bei Königsberg; † 14. September 1944 in Berlin-Plötzensee) war deutscher Generalmajor und Widerstandskämpfer des 20. Juli 1944.

## Leben
Seine Eltern waren Eberhard Graf zu Dohna-Schlobitten (1846–1905) und dessen Ehefrau Elisabeth geborene Gräfin von Kanitz (1851–1936).
Dohna-Schlobitten wurde Berufssoldat und trat nach dem Abitur 1901 als Fahnenjunker in die Preußische Armee ein. Im Ersten Weltkrieg war er u. a. Generalstabsoffizier bei der 240. Infanterie-Division an der Westfront. 1919 wurde er als Major entlassen, aber schon kurz darauf als Chef des Stabs der Baltischen Landeswehr eingestellt.  Mit dem Ausscheiden der Reichsdeutschen aus dieser Einheit im Juli 1919 kam seine Militärkarriere vorerst an ihr Ende. Im Jahr 1920 heiratete er Maria-Agnes von Borcke (1895–1983). Er widmete sich seinem landwirtschaftlichen Gut im ostpreußischen Tolksdorf und wurde während des Kirchenkampfs im Bruderrat von Ostpreußen der Bekennenden Kirche tätig. So nahm er auch am Lutherischen Tag 1935 teil, auf dem der Lutherische Rat die Bildung einer reichsweiten bekenntnisgebundenen lutherischen Kirche vorantreiben wollte.
Nach dem Beginn des Zweiten Weltkriegs 1939 wurde Dohna-Schlobitten als Generalstabsoffizier reaktiviert und zum Chef des Stabes beim Wehrkreis I in Königsberg ernannt, dann als Chef des Stabes von Armeekorps in Frankreich, Norwegen und Finnland. Zuletzt diente er als Generalmajor und Chef des stellvertretenden Generalkommandos in Danzig, ehe er 1943 auf eigenen Wunsch die Wehrmacht verließ.
Dohna-Schlobitten unterhielt Kontakte zu Carl Friedrich Goerdeler und war über Peter Graf Yorck von Wartenburg bald in den Kreisauer Kreis von Helmuth James Graf von Moltke involviert. Für die Zeit nach dem 20. Juli 1944 war er als Politischer Beauftragter für den Wehrkreis I (Ostpreußen) vorgesehen.
Einen Tag nach Claus Schenk Graf von Stauffenbergs fehlgeschlagenem Attentat auf Adolf Hitler wurde Dohna-Schlobitten verhaftet. Er wurde am 14. September 1944 vom Volksgerichtshof Roland Freislers zum Tode verurteilt und noch am selben Tag hingerichtet. 

Im Angesicht des Todes schrieb er an seine Frau: 

„Dies ist mein Abschiedsbrief. Wie maßlos schwer, Abschied zu nehmen fürs Leben, ohne sich noch einmal gesehen zu haben, ohne Umarmung, ohne einen letzten Kuss! – Aber Gott hat es so gefügt, ich folge Ihm. Er hat mich in dieser ganzen Zeit geführt. Ich habe bisher nicht eine schwache Minute gehabt, hoffentlich bleibe ich fest bis zuletzt. Eure Gebete, und besonders Deine, habe ich immer gespürt. Nun musst auch Du stark bleiben, trotz allem Schmerz. Ich bat in dieser schweren Zeit immer Christus, mich bei der Hand zu halten. Er tat es und hielt mich stark.“

Dohna-Schlobitten war mit Maria Agnes von Borcke (1895–1983) verheiratet und hatte eine Tochter und drei Söhne.